# Alpelizib
Alpelizib, pod zaščitenim imenom Piqray, je zdravilo, ki se uporablja v zdravljenju določenih oblik raka dojke. Daje se v kombinaciji s fulvestrantom. Uporablja se peroralno (skozi usta). Utržilo ga je podjetje Novartis.
Med pogoste neželene učinke spadajo hiperglikemija (povečane ravni krvnega sladkorja), težave v delovanju ledvic, driska, izpuščaj, zmanjšano število določenih krvnih celic, težave z jetri, pankreatitis, bruhanje in izpadanje las. Deluje kot zaviralec PI3K. V Združenih državah Amerike so ga za klinično uporabo odobrili maja 2019.

## Klinična uporaba
Alpelizib je v Evropski uniji odobren za uporabo v kombinaciji s fulvestrantom za zdravljenje postmenopavzalnih žensk in moških z lokalno napredovalim ali razsejanim rakom dojke, ki je hormonsko odvisen (HR-pozitiven) in negativen na receptorje humanega epidermalnega rastnega faktorja 2 (HER2-negativen), ter s prisotno mutacijo PIK3CA, in sicer pri bolnikih, ki so predhodno prejeli zdravljenje s hormonskim zdravilom, a je bolezen napredovala.

## Mehanizem delovanja
Alpelizib je zaviralec encima fosfatidilinozitol 3-kinaze (PI3K). Uporablja se pri bolnikih z dokazanimi mutacijami, ki omogočajo pridobitev funkcije v genu, ki kodira nastajanje katalitične α-podenote PI3K (mutacije PIK3CA). Omenjene mutacije omogočajo aktivacijo signalnih poti PI3Kα in AKT, celično transformacijo in razvoj tumorjev. Alpelizib zavira fosforilacijo tarčnih molekul v nadaljevanju kaskade PI3K, vključno z AKT. Mutacije PIK3CA so prisotne pri okoli 40 % bolnikov oziroma bolnic s HR-pozitivnim in HER2-negativnim rakom dojke.